# Mikwe (Andernach)

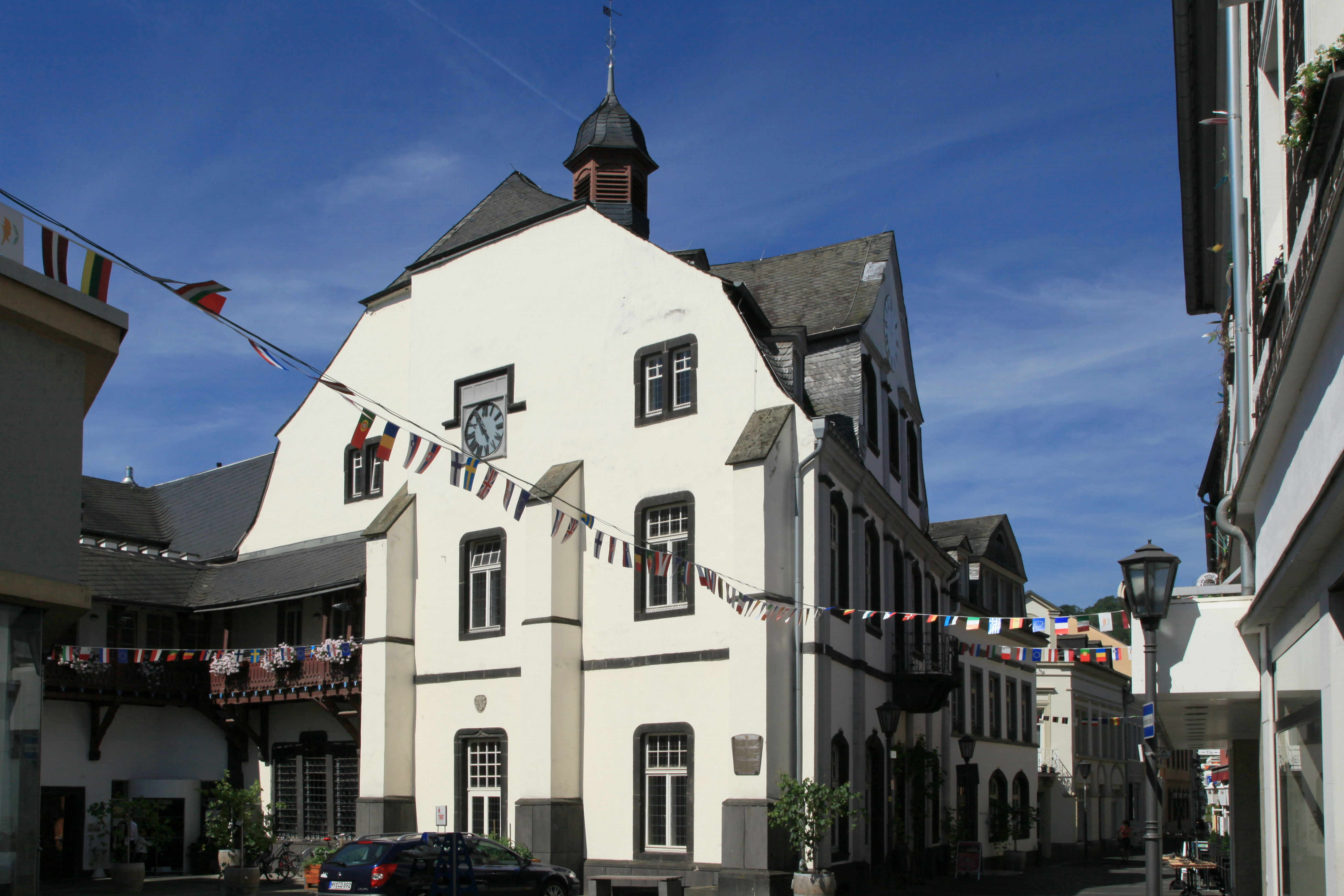
Historisches Rathaus in Andernach

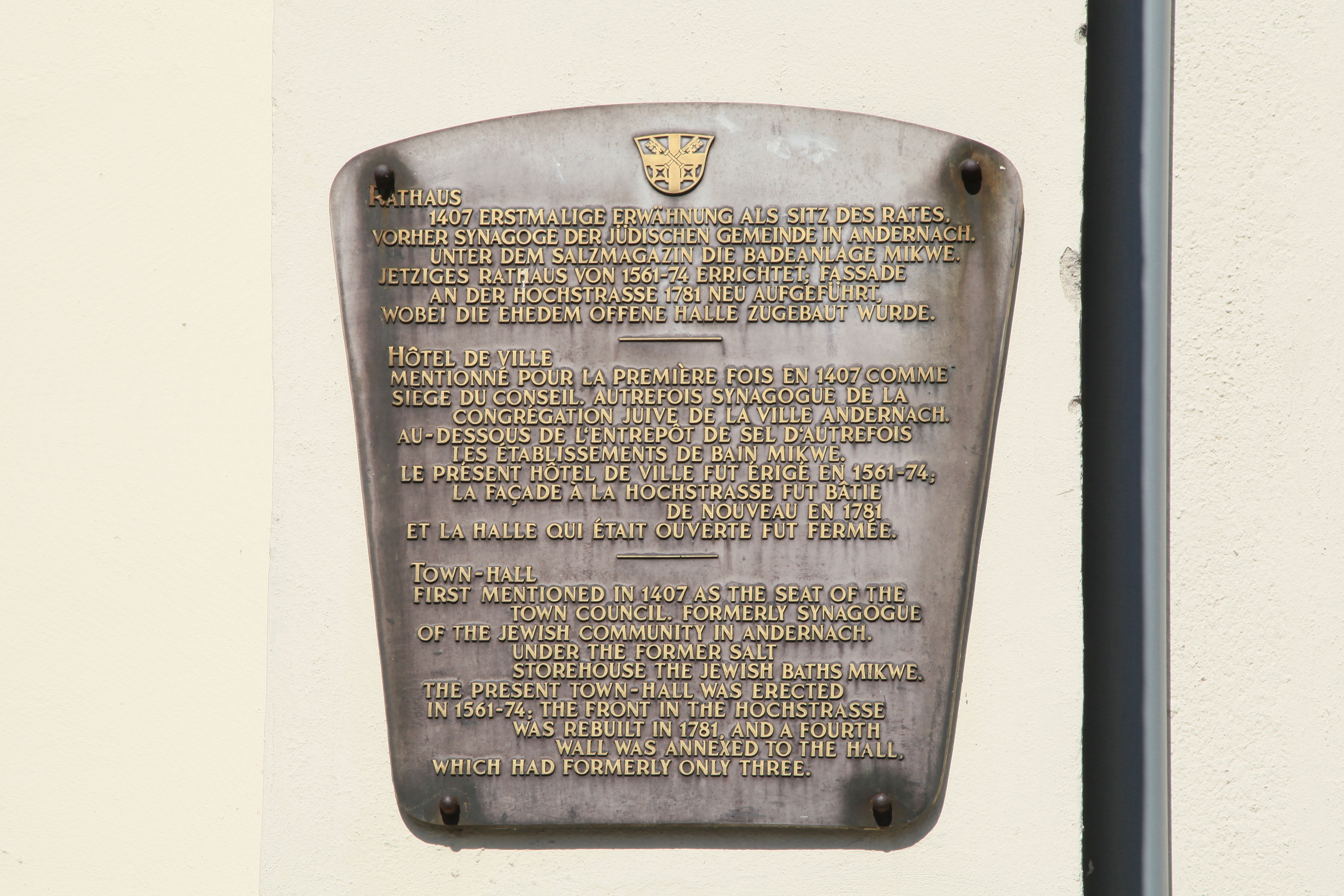
Infotafel am Rathaus

Die Mikwe in Andernach, einer Stadt im rheinland-pfälzischen Landkreis Mayen-Koblenz, befindet sich unter dem Rathausbau in der Hochstraße 52–54. Das Rathaus mit der Mikwe ist ein geschütztes Kulturdenkmal.
Die Mikwe, die Mitte des 12. Jahrhunderts mit der mittelalterlichen Synagoge erbaut wurde, liegt heute unter dem Sitzungssaal des historischen Rathauses, das von 1561 bis 1574 an der Stelle der ehemaligen Synagoge errichtet wurde. Die Synagoge war bereits 1297 entfernt, die jüdische Gemeinde in der ersten Hälfte des 15. Jahrhunderts aus der Stadt ausgewiesen worden.
Die rund elf Meter tiefe Anlage ist eines der wenigen jüdischen Ritualbäder, die in Deutschland aus dem Mittelalter erhalten sind. Sie hat zwei Geschosse, die über eine um einen Schacht laufende, fünfmal gebrochene Treppe erreicht werden. Im untersten, auf Eichenrosten stehenden Raum steht normalerweise das Grundwasser. Wegen der jedoch wechselnden Höhe des Grundwasserspiegels waren die zwei Geschosse notwendig. Die Anlage ist im Wesentlichen aus Schiefer gebaut, im oberen Teil wurde aber auch Tuff verwendet. 
Die Mikwe von Andernach wurde 1481 erstmals als „ehemaliges Judenbad“ genannt und später als Gefängnis genutzt.